# 菲洛劳斯环形山
菲洛劳斯环形山（Philolaus）是月球正面北极区一座古老的大撞击坑，约形成于距今11亿年前的哥白尼纪，其名称取自古希腊哲学家暨数学家克罗托内的菲洛劳斯（公元前470年-公元前400年之后），1935年被国际天文学联合会批准接受。

## 描述

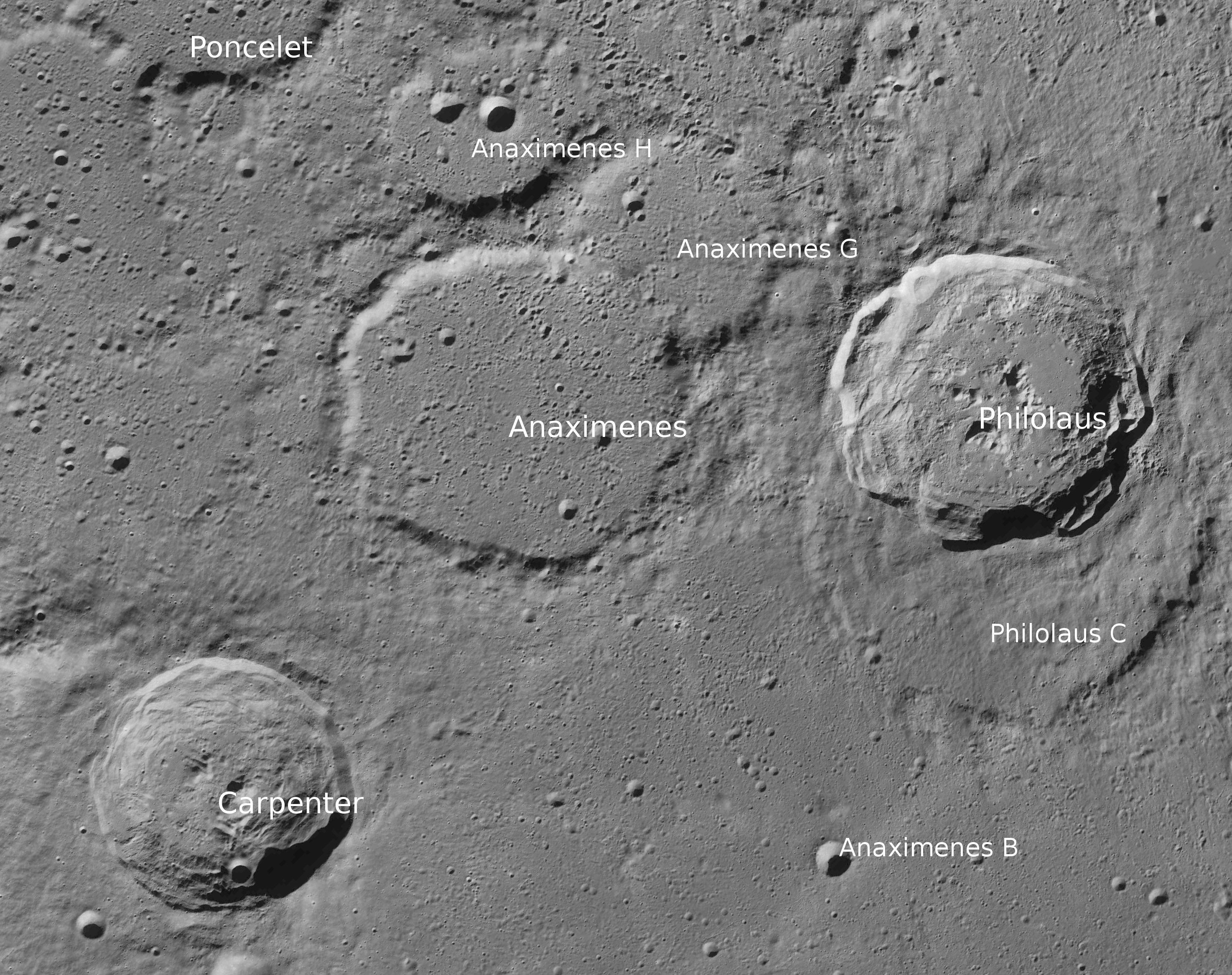
菲洛劳斯环形山的周边，月球勘测轨道飞行器拍摄。

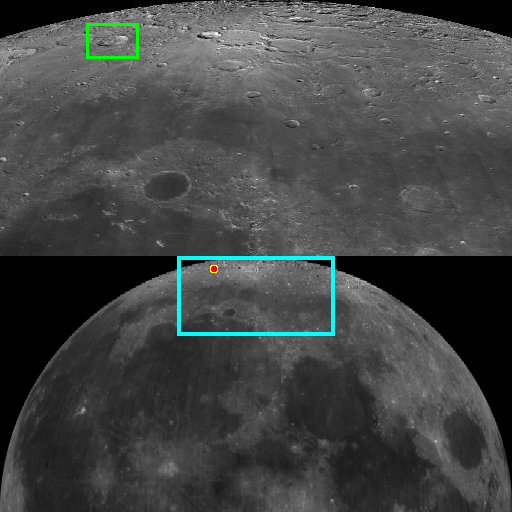
菲洛劳斯环形山在月球上的位置

该陨坑的西侧毗邻阿那克西米尼环形山、北面坐落了穆谢环形山、阿那克萨哥拉环形山和戈尔德施米特环形山则位于它的东侧，它的南部覆盖在更大、更古老的卫星坑菲洛劳斯 C的北半部上。该陨坑中心月面坐标为72°13′N 32°53′W / 72.22°N 32.88°W，直径71.4公里，深度3.68公里。
菲洛劳斯环形山外观大体圆形，但边缘有些不规则，坑壁未受到明显的侵蚀和磨损，坑沿仍保持清晰、尖峭。该陨坑外侧壁扩展范围达到陨坑直径的一半，内侧则带有复杂的阶地状结构，坡底显示有坍塌痕迹，东侧内壁可看到大范围的三角状坍陷区。该陨坑坑壁高出周边地形约1290米，内部容积约为4350立方千米。除东北区相对平坦，坑底地表较为崎岖，分布了大量的山丘和短山脊，几乎未见有醒目的撞击坑。坑底中心环绕着一圈分隔开的山丘，其中西南山丘高达1200米，北侧二座山丘分别高700-500米，而东侧山岭则达到1300米。这些山丘的成分是由钙长石（A）和含85-90 %斜长石的辉长-苏长-橄长岩所构成。
菲洛劳斯环形山已被月球和行星观测协会（ALPO）列入《带有明亮射纹系统的撞击坑列表》。

## 卫星陨石坑
按惯例，最靠近菲洛劳斯环形山的卫星坑将在月图上以字母标注在它的中心点旁边.
| 菲洛劳斯 | 纬度    | 经度    | 直径    |
| -------- | ------- | ------- | ------- |
| B        | 69.6° N | 24.3° W | 11 公里 |
| C        | 71.1° N | 32.7° W | 95 公里 |
| D        | 73.9° N | 27.8° W | 91 公里 |
| E        | 69.6° N | 18.7° W | 12 公里 |
| F        | 68.1° N | 18.3° W | 8 公里  |
| G        | 69.0° N | 23.6° W | 95 公里 |
| U        | 75.0° N | 33.0° W | 13 公里 |
| W        | 75.6° N | 35.9° W | 17 公里 |

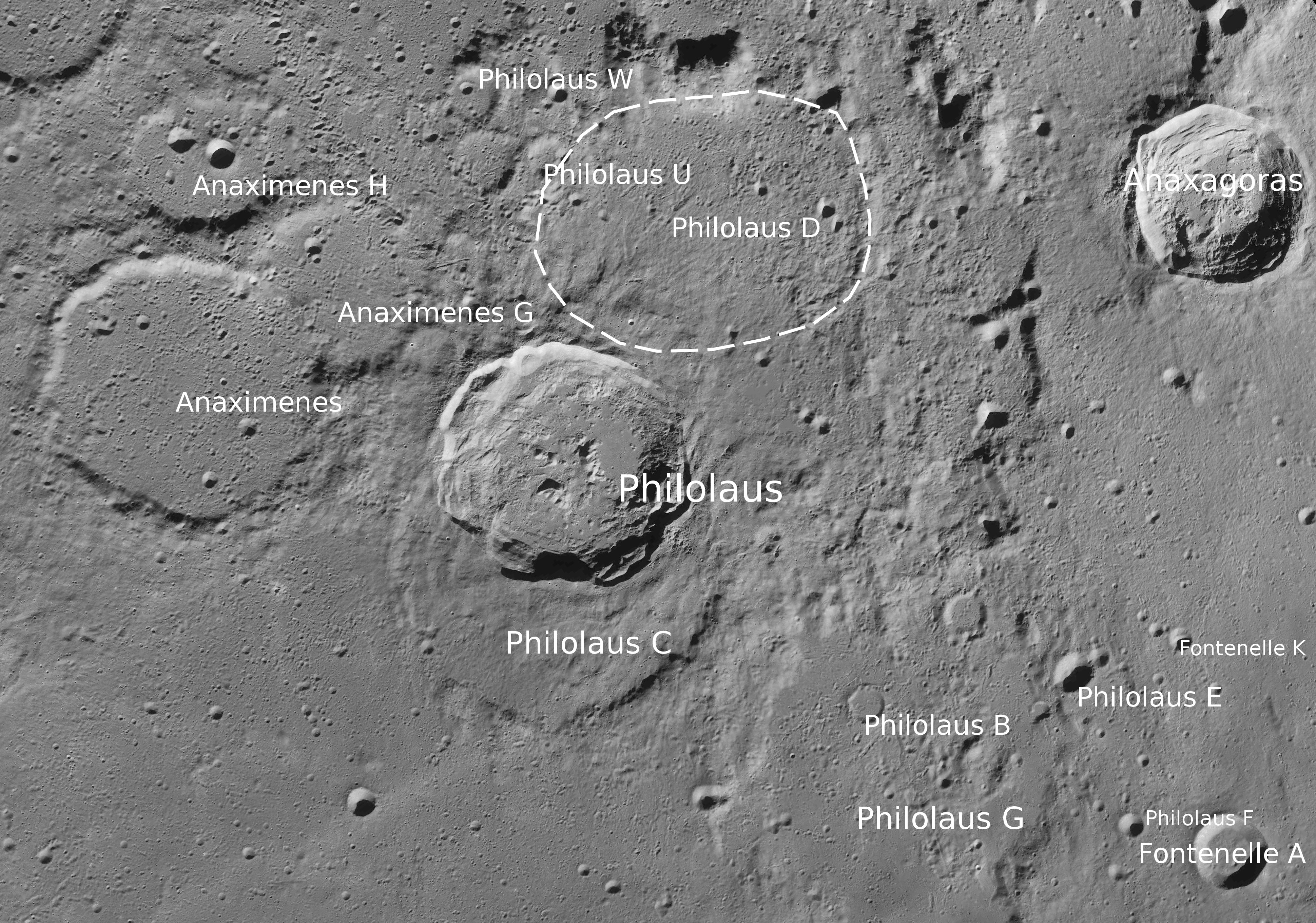
月球勘测轨道飞行器拍摄

- 卫星坑菲洛劳斯 C、菲洛劳斯 D和菲洛劳斯 G约形成于酒海纪[1]。

## 探测器着陆点

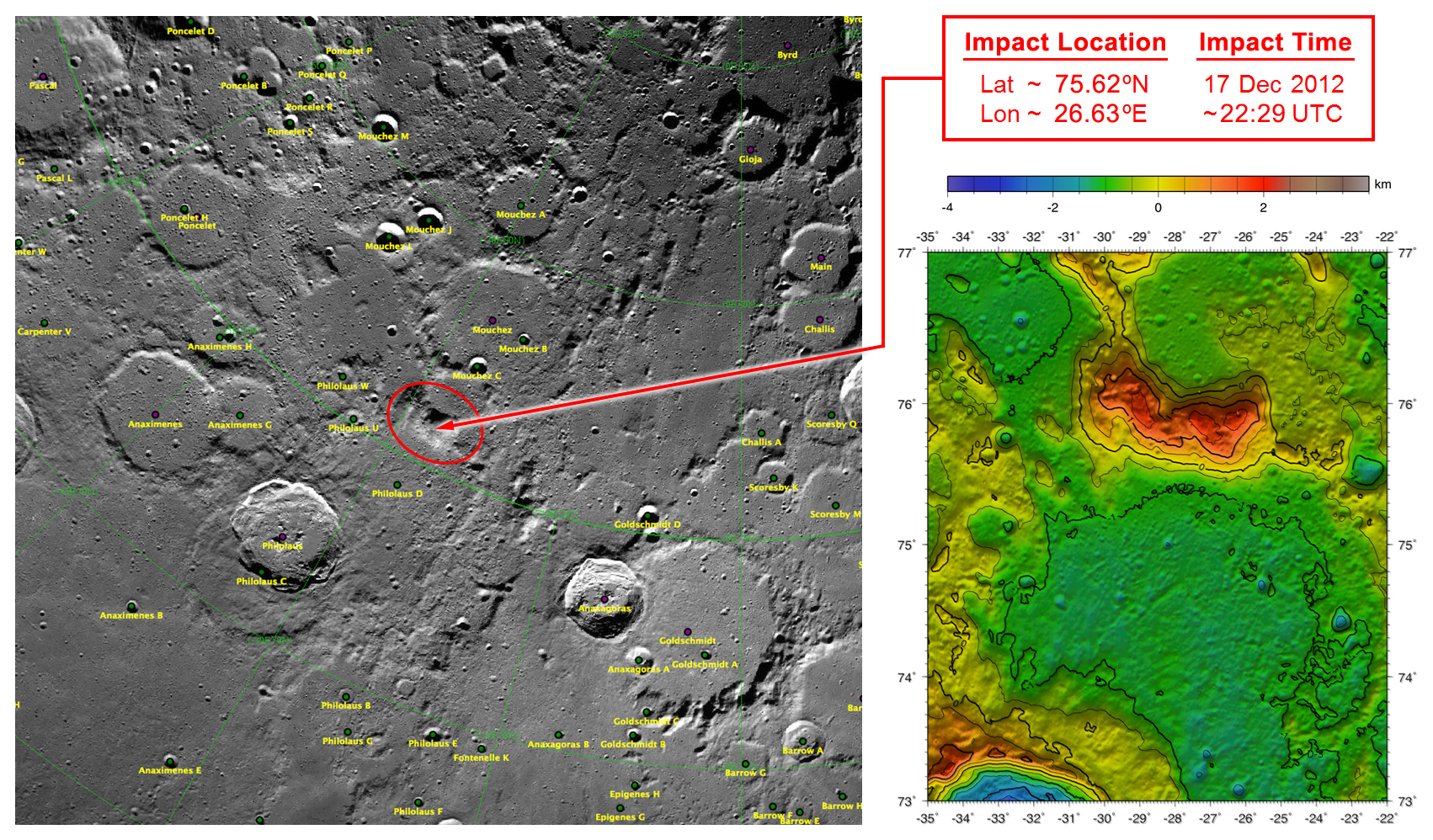
美国宇航局图片.

- 2012年12月17日，美国宇航局重力回溯及内部结构实验室太空计划发射的二颗小型探测器退潮号（GRAIL A）和涨潮号（GRAIL B）在完成任务使命后，双双坠落在距菲洛劳斯环形山以北约90公里，卫星坑菲洛劳斯 D坑壁北侧区，月面坐标 75°36′30″N 33°24′15″W / 75.6083°N 33.4043°W和75°39′01″N 33°09′51″E / 75.6504°N 33.1643°E处。

## 参引资料
1. 1 2 3 4  Lunar Impact Crater Database
2. ↑   (PDF).   [2016-11-18]. （原始内容存档 (PDF)于2013-02-20）.
3. ↑  .   [2016-11-18]. （原始内容存档于2017-05-24）.
4. ↑  .   [2016-11-18]. （原始内容存档于2014-12-18）.
5. ↑  List of craters with bright rays system of lunar and planetary astronomy Association（ALPO） 的存檔，存档日期2016-03-04.

## 另请参阅
- Andersson, L. E.; Whitaker, E. A. . NASA RP-1097. 1982.
- Blue, Jennifer. . USGS. July 25, 2007  [2007-08-05]. （原始内容存档于2019-12-05）.
- Bussey, B.; Spudis, P. . New York: Cambridge University Press. 2004. ISBN 978-0-521-81528-4.
- Cocks, Elijah E.; Cocks, Josiah C. . Tudor Publishers. 1995. ISBN 978-0-936389-27-1.
- McDowell, Jonathan. . Jonathan's Space Report. July 15, 2007  [2007-10-24]. （原始内容存档于2019-06-21）.
- Menzel, D. H.; Minnaert, M.; Levin, B.; Dollfus, A.; Bell, B. . Space Science Reviews. 1971, 12 (2): 136–186. Bibcode:1971SSRv...12..136M. doi:10.1007/BF00171763.
- Moore, Patrick. . Sterling Publishing Co. 2001. ISBN 978-0-304-35469-6.
- Price, Fred W. . Cambridge University Press. 1988. ISBN 978-0-521-33500-3.
- Rükl, Antonín. . Kalmbach Books. 1990. ISBN 978-0-913135-17-4.
- Webb, Rev. T. W.  6th revised. Dover. 1962. ISBN 978-0-486-20917-3.
- Whitaker, Ewen A. . Cambridge University Press. 1999. ISBN 978-0-521-62248-6.
- Wlasuk, Peter T. . Springer. 2000. ISBN 978-1-85233-193-1.